# Nuoto di fondo ai campionati europei di nuoto 2020 - 5 km a squadre
La 5 km a squadre in acque libere si è svolta il 15 maggio 2021 presso il Lago Lupa a Budakalász, a nord di Budapest, in Ungheria. Hanno preso parte alla competizione 6 rappresentative nazionali, composte da quattro nuotatori ciascuna, di cui due femmine e due maschi.
Complessivmente hanno partecipato alla gara 24 nuotatori. Il più giovane è stato l'ungherese Dávid Betlehem, nato nel 2003, la più vecchia Rachele Bruni, nata nel 1990. 

## Medaglie
| Posizione | Atleti                                                                     | Paese    |
| --------- | -------------------------------------------------------------------------- | -------- |
| Oro       | Domenico Acerenza Rachele Bruni Giulia Gabbrielleschi Gregorio Paltrinieri | Italia   |
| Argento   | Leonie Beck Lea Boy Rob Muffels Florian Wellbrock                          | Germania |
| Bronzo    | Dávid Betlehem Anna Olasz Kristóf Rasovszky Réka Rohács                    | Ungheria |

## Risultati
La gara ha avuto inizio alle 14:30 (UTC+1 ora locale).
| Class   | Nazione                                                                           | Tempo   |
| ------- | --------------------------------------------------------------------------------- | ------- |
| Oro     | Italia Domenico Acerenza Rachele Bruni Giulia Gabbrielleschi Gregorio Paltrinieri | 54:09.0 |
| Argento | Germania Leonie Beck Lea Boy Rob Muffels Florian Wellbrock                        | 54:18.0 |
| Bronzo  | Ungheria Dávid Betlehem Anna Olasz Kristóf Rasovszky Réka Rohács                  | 54:18.5 |
| 4       | Francia Océane Cassignol Logan Fontaine Lara Grangeon Marc-Antoine Olivier        | 54:18.7 |
| 5       | Russia Kirill Abrosimov Kirill Belyaev Valeriia Ermakova Ekaterina Sorokina       | 56:03.2 |
| 6       | Rep. Ceca Alena Benešová Vít Ingeduld Julie Pleskotová Martin Straka              | 57:42.4 |